# Michael Schätze
Michael Schätze (* 26. Oktober 1948 in Seebenisch, heute Markranstädt; † 21. Oktober 2023) war ein deutscher Lehrer und Politiker (CDU der DDR). 1990 war er kurzzeitig Mitglied der letzten Volkskammer der DDR.

## Leben und Beruf
Schätze besuchte die Grundschule und die Erweiterte Oberschule Käthe-Kollwitz-Oberschule in Kulkwitz. Nach zweijähriger Lehre zum Elektromonteur war er als Betriebselektriker tätig, daneben leistete er seinen Wehrdienst. Nach einem einjährigen Vorkurs für ein Hochschulstudium in Dessau studierte er an der Pädagogischen Hochschule Halle und schloss als Diplom-Lehrer für Mathematik und Physik ab. In diesen Fächern war er von 1974 bis 1990 als Lehrer an der Polytechnischen Oberschule in Böhlen tätig. Kurzzeitig besuchte er die Offiziersschule in Kamenz. Im Juli 1990 übernahm Schätze die Leitung des Schul- und Jugendamtes des Kreises Grimma.
Schätze war verheiratet und hatte drei Kinder.

## Politik
1968 trat Schätze in die CDU ein. 1984 wurde er in den Kreisvorstand der CDU im Kreis Grimma gewählt, im März 1990 zum Vorsitzenden des Kreisverbands. Von 1978 bis 1990 gehörte er dem Gemeinderat von Zschoppach an. Nach den Kommunalwahlen 1990 zog er in den Kreistag des Kreises Grimma ein.
Bei der Volkskammerwahl 1990 kandidierte Schätze auf Listenplatz 17 der CDU-Liste im Wahlkreis Leipzig, welcher zunächst nicht für den Einzug in die Volkskammer reichte. Am 21. August 1990 rückte er jedoch für den ausgeschiedenen Uwe Keßler nach. Seine Mitgliedschaft im Parlament währte nur wenige Wochen, zum 2. Oktober 1990 wurde die Volkskammer aufgelöst.